# Summer Hill
Summer Hill est une ville-banlieue se situant dans la zone d'administration locale de la Ville de Canterbury, dans la région Inner West de Sydney dans l'État de Nouvelle-Galles du Sud, en Australie. Elle compte 6 130 habitants en 2006.
Summer Hill se trouve à environ 8 kilomètres à l'ouest du Central business district de Sydney, au sud de Haberfield, au nord de Hurlstone Park, à l'ouest d'Ashfield et à l'est de Lewisham.

## Galerie de photos

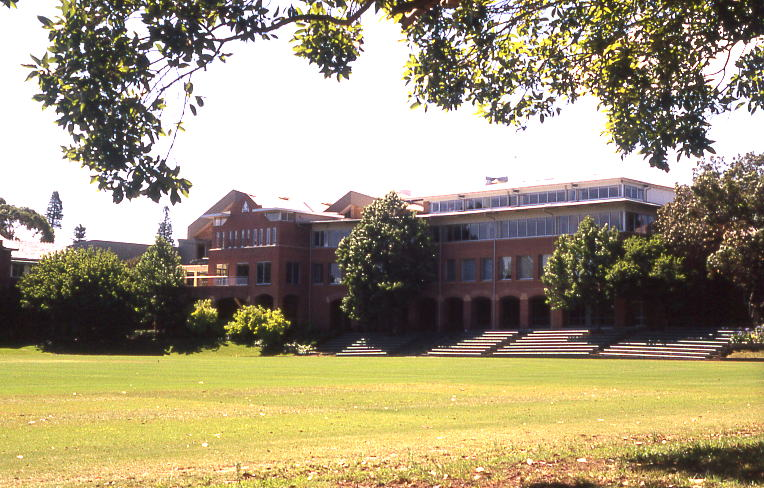
Grammar School Trinity
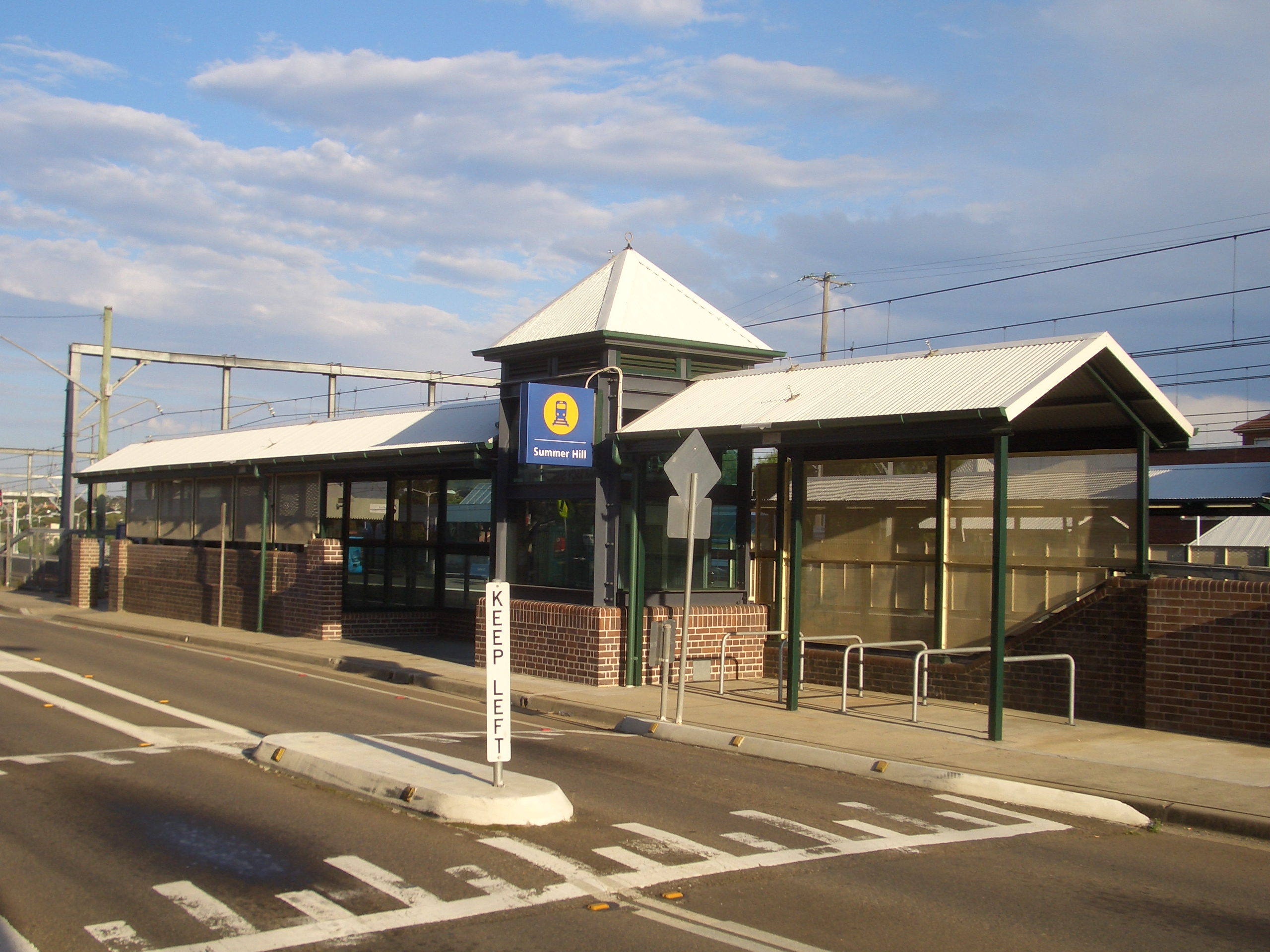
Gare de Summer Hill
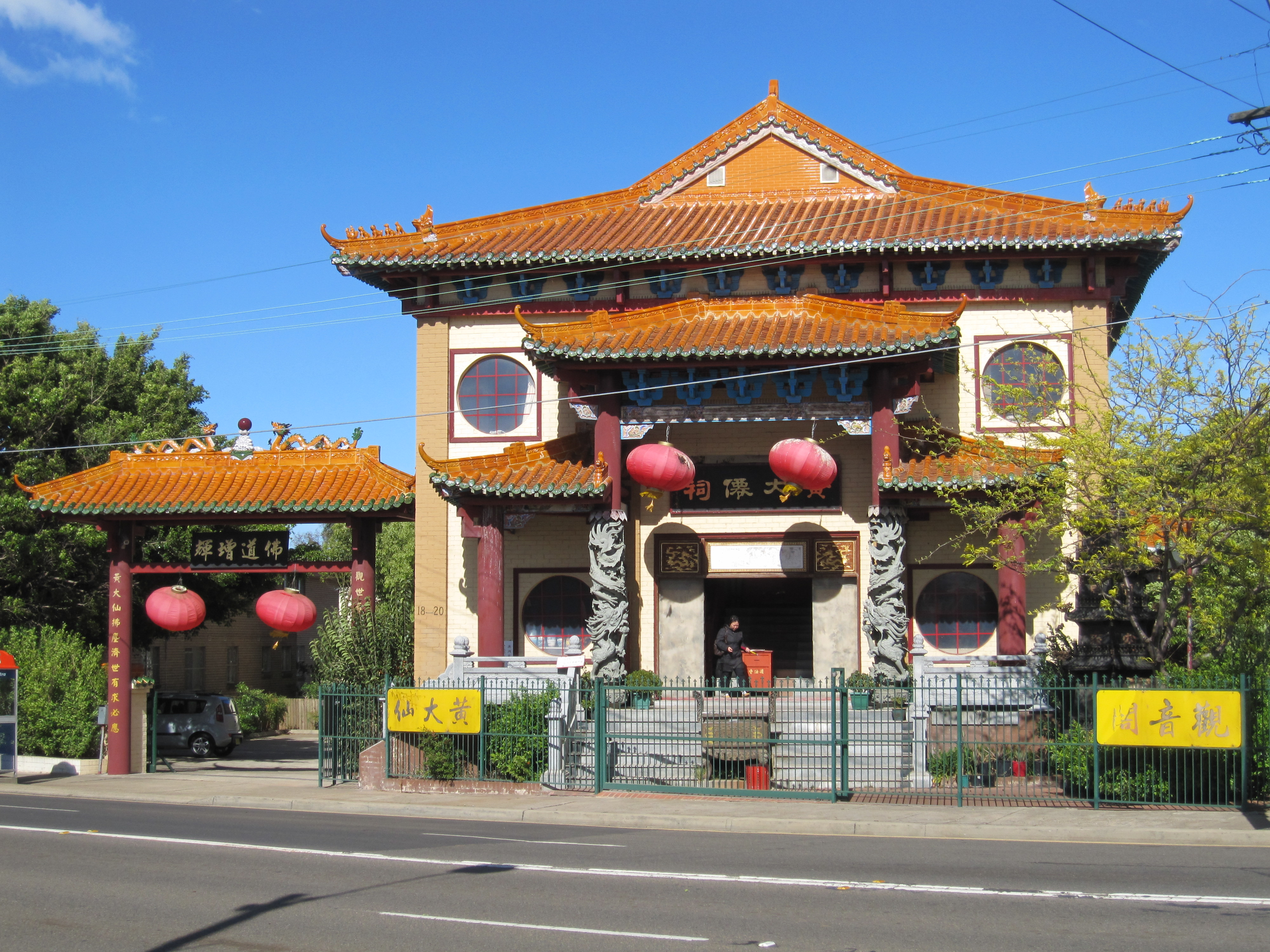
Monastère bouddhiste de Summer Hill
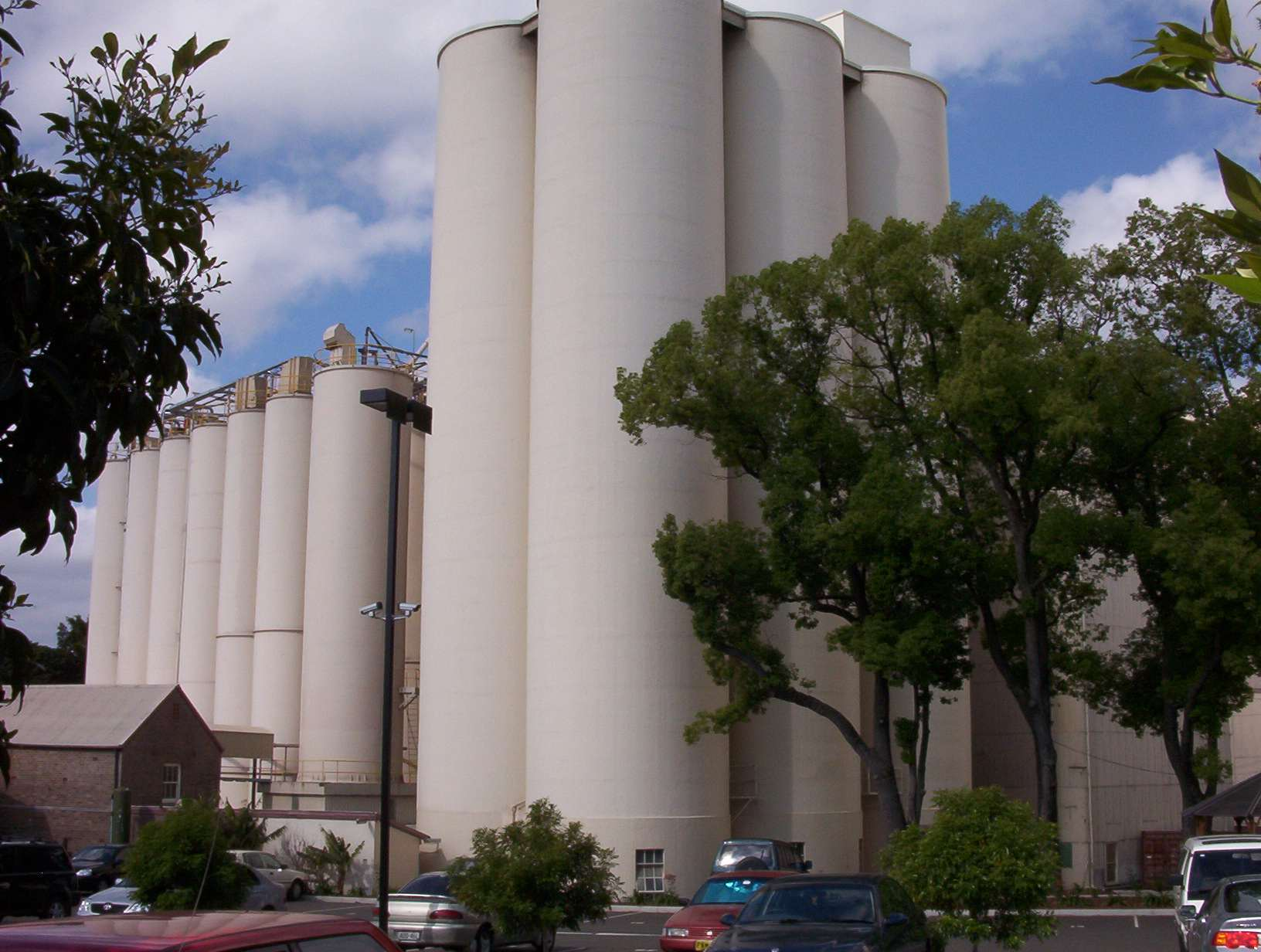
Silos de farine